# Johan Nilson
Johan Nilson (i riksdagen kallad Nilson i Eskilstuna), född 29 april 1884 i Slätthög, död 3 november 1946 i Eskilstuna, var en svensk distriktsföreståndare i missionsrörelsen och politiker (folkpartist).
Johan Nilson arbetade i ungdomen som sågverksarbetare, och gick 1907–1910 i Svenska missionsförbundets missionsskola. Han var sedan pastor i Boxholm 1910–1912, redaktör för Jönköpings Läns Tidning 1912–1915, pastor i Karlskoga 1916–1918 och i Eskilstuna 1919–1923, varefter han tjänstgjorde som predikant och föreståndare för Södermanlands läns och Gotlands läns distrikt av Svenska missionsförbundet fram till 1946. 
Han var tidigt aktiv i frisinnade landsföreningen och senare i folkpartiet. Han var riksdagsledamot i andra kammaren från 1937 och till sin död 1946 för Södermanlands läns valkrets. I riksdagen var han bland annat ledamot i andra lagutskottet 1945-1946; han var också ordförande för riksdagens nykterhetsgrupp från 1944. Han engagerade han sig inte minst i nykterhetsfrågor samt för bekämpande av danstillställningar.
Han gifte sig 1910 med Lisa Henriksson (1886–1953) och blev far till småskollärarinnan Anna-Lisa (1911–1997), överläkaren Lars (1913–1986) och chefredaktören Per Wrigstad (1917–2002).